# Danteletas

Localización aproximada de los danteletas y otras tribus tracias en la segunda mitad del

Ubicación de las danteletas.

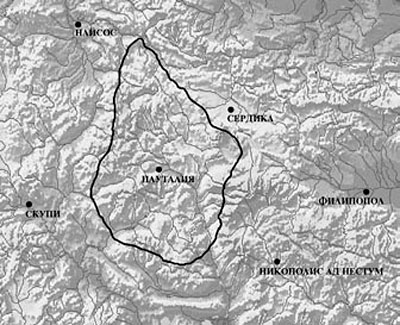
La estrategia romana de Danteletiké (Δανθηλητική).

Los danteletas (en griego: Δενθελῆται), o dantaletas (Δανθαλῆται) eran una tribu de tracia que en la antigüedad vivían cerca de las fuentes del río Estrimón, y se mencionan en textos de Polibio, Dion Casio, Tácito y por Tito Livio. Vivían en los alrededores de las ciudades modernas de Kyustendil (antigua Pautalia) y Dupnitsa (antigua Germania, "caliente" en tracio debido al manantial), extendiéndose hasta las montañas del oeste, hacia los valles del río Morava y del río Vardar, con territorios situados junto a las tribus tracias de los agrianes (según Teopompo) y los medos (según Estrabón). Su ciudad principal, llamada Danteletiké , fue presumiblemente Pautalia (actual Kiustendil), ya que era la capital de la región romana Dentheletica. y vivían cerca de Sofía  y Skaptopara (la moderna Blagoevgrad) era su ciudad.
Tito Livio los menciona de pasada en su relato de Filipo V de Macedonia, quien en 214 a. C. los saqueó para abastecerse a pesar de que eran sus aliados. Los danteletas eran aliados de Roma.
Hacia el año 30 a. C., bajo el mandato de su rey Sitas, que era ciego, y en virtud de un tratado con Roma, sus territorios fueron invadidos por los bastarnos. En respuesta a esta invasión y con el objetivo más amplio de asegurar la frontera entre Macedonia y Tracia fronterizas con el Imperio romano, el cónsul Marco Licino Craso Dives (nieto de Craso el triumviro) obtuvo un triunfo.
A finales de la Antigüedad, la zona de las danteletas era grecoparlante.